# Церква Перенесення мощей святого Миколая (Жванець)
Церква Перенесення мощей святого Миколая в Жванці — парафія і храм греко-католицької громади Кам'янець-Подільського деканату Кам'янець-Подільської єпархії Української греко-католицької церкви в селі Жванець Хмельницької области.

## Історія церкви
Офіційне заснування релігійної громади відбулося 12 жовтня 2007 року. Це сталося завдяки благословенню владики Василія Семенюка та зусиллям отця Антона Федика.
У травні 2011 року Микола та Галина Кирилюки подарували громаді 2,6 сотих землі під будівництво храму. У липні того ж року сільська рада дала дозвіл на початок робіт. Будівництво церкви, яке стартувало у липні 2011 року, було завершено швидко завдяки значній матеріальній допомозі митрополита та архиєпископа Василія Семенюка, а також пожертвам вірян. Важливий внесок зробили будівельники з села Трибухівці та семінаристи Тернопільської вищої духовної семінарії імені патріарха Йосифа Сліпого, які займалися внутрішніми роботами. 27 листопада 2011 року владика Василій Семенюк освятив новий храм Перенесення мощей святого Миколая.
У березні 2012 року парафію відвідала чудотворна Зарваницька ікона Матері Божої, яка перебувала тут чотири дні. У серпні 2012 року до храму привезли мощі святого Шарбеля. Ці події сприяли згуртуванню громади, яка налічує близько 50 осіб і продовжує зростати. На парафії діє спільнота «Матері в молитві».
Громада також надає духовну та пастирську опіку місцевим жителям у лікарні та будинку для людей похилого віку.

## Парохи
- о. Тарас Хом'юк (з 2011).